# Zlatko Čajkovski
Zlatko Čajkovski (de vegades escrit Zlatko Tchaikowsky o Zlatko Txaikovski) (24 de novembre 1923-27 de juliol 1998) fou un futbolista i entrenador de futbol croat.
Començà com a futbolista al HŠK Građanski Zagreb ingressant posteriorment al Partizan de Belgrad. Acabà la seva trajectòria a Alemanya (1. FC Köln) i Israel (Hapoel Haifa).
Entre 1942 i 1943 jugà dos cops per l'estat independent de Croàcia i entre 1946 i 1955 fou 55 cops internacional amb Iugoslàvia marcant 7 gols. Participà en els Jocs Olímpics de 1948 i 1952 guanyant dues medalles d'argent. També participà en els Mundials de 1950 i 1954.
Un cop retirat començà una brillant trajectòria com a entrenador. Guanyà el campionat alemany el 1962 amb el Colònia. El 1963 agafà les regnes del Bayern de Múnic, club amb el qual ascendí a primera divisió, guanyà dues copes alemanyes i vencé a la Recopa d'Europa de futbol enfront del Glasgow Rangers el 1967. Al Bayern coincidí amb els inicis de grans jugadors com el porter Sepp Maier, Franz Beckenbauer i el golejador Gerd Müller, que pocs anys després formarien un dels més grans equips de la història.
Posteriorment entrenà a altres clubs alemanys com Hannover 96, 1. FC Nürnberg, Kickers Offenbach (amb qui guanyà una nova Copa el 1970), croats com NK Dinamo de Zagreb, grecs com l'AEK Atenes FC, on guanyà el doblet, els suïssos de FC Zürich (1978-1980) i FC Grenchen (1980), acabant al Grazer AK austríac el 1981.
Fou germà del també futbolista Željko Čajkovski.